# Червоная Поляна (Полтавская область)
Червоная Поляна (укр. Червона Поляна) — село, Ольховатский сельский совет, Чутовский район, Полтавская область, Украина.
Код КОАТУУ — 5325482703. Население по данным 1987 года составляло 30 человек.
Село ликвидировано в 1999 году .

## Географическое положение
Село Червоная Поляна находится в 3-х км от правого берега реки Орчик, на расстоянии в 0,5 км от села Левенцовка. По селу протекает пересыхающий ручей с запрудой.

## История
- 1999 — село ликвидировано [1].